# Riera de Gargallà
La Riera de Gargallà és un corrent fluvial afluent per l'esquerra de l'Aigua d'Ora el curs del qual transcorre pels termes municipals de Montmajor (Berguedà) i de Navès (Solsonès).

## Termes municipals per on transcorre
Des del seu naixement, la Riera de Gargallà passa successivament pels següents termes municipals.
En síntesi, per l'interior del municipi de Montmajor hi fa 7.363 m (el 69,2% del seu curs), per l'interior del municipi de Navès hi fa 1.917 m (el 18,0%) i fent de frontera entre ambdós municipis, 1.353 m (el 12,7%).

## Xarxa hidrogràfica

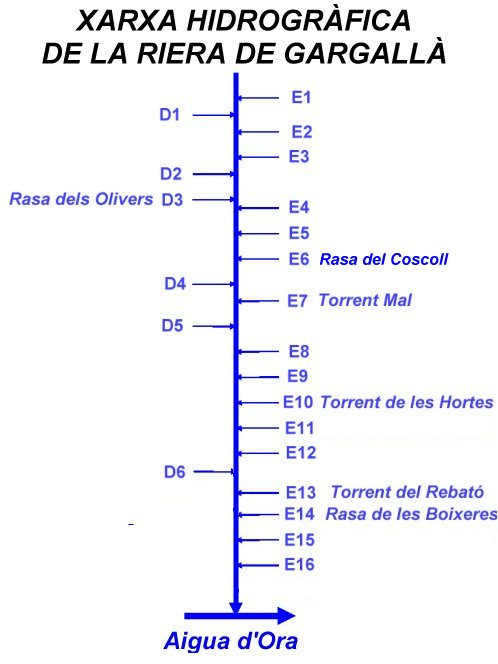
Xarxa hidrogràfica de la Riera de Gargallà

La xarxa hidrogràfica de la Riera de Gargallà està integrada per un total de 54 cursos fluvials. D'aquests, 22 són subsidiaris de 1r nivell, 24 ho són de 2n nivell, 5 ho són de tercer nivell i 2 ho són de 4t nivell.
La totalitat de la xarxa suma una longitud de 54.417 m. Pel que fa a la seva distribució per municipis, pel terme municipal de Montmajor n'hi transcorren 35.658 metres i pel de Navès, 16.266 metres.